# Neneh Cherry

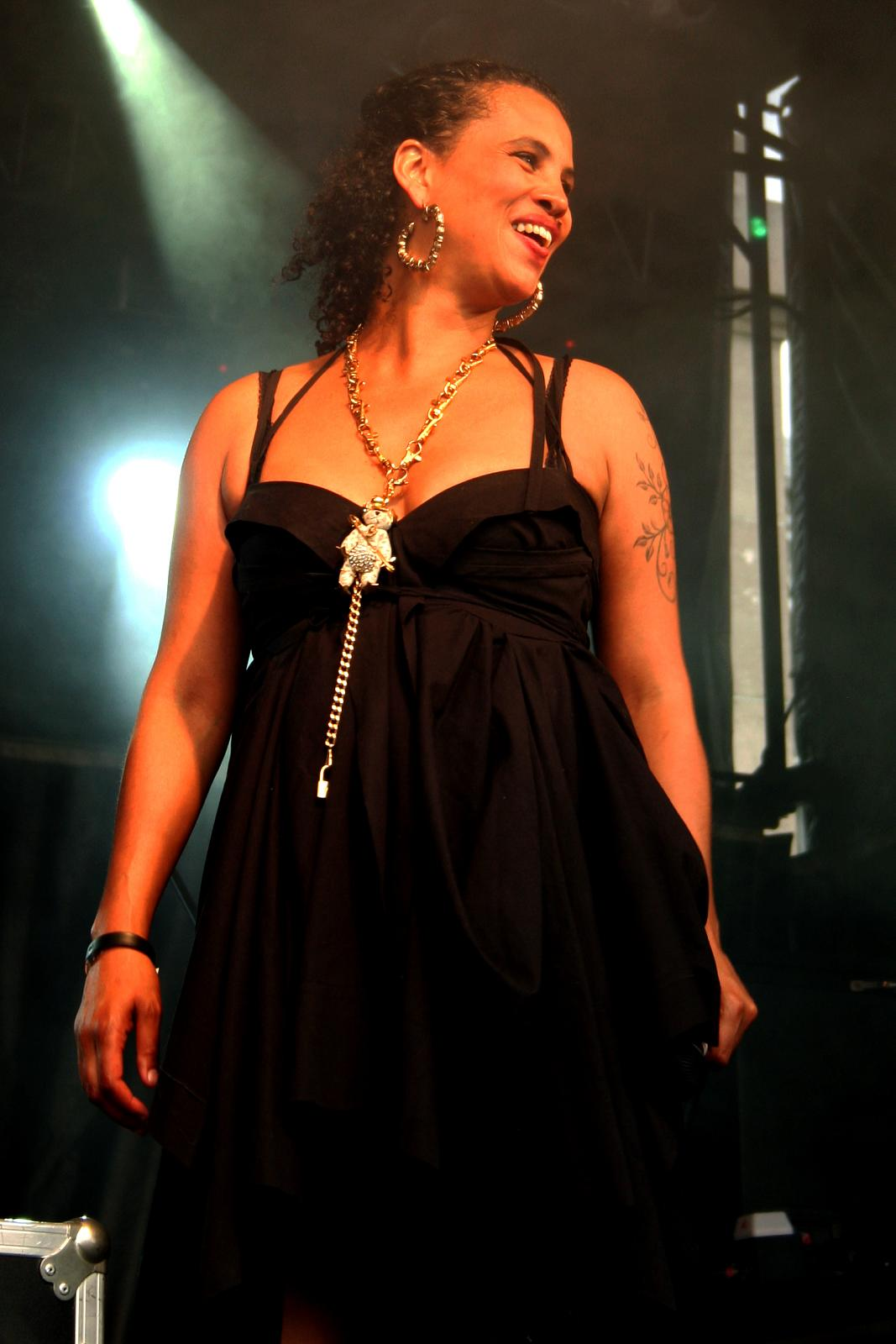
Neneh Cherry

Neneh Cherry (* 10. března 1964, Stockholm, Švédsko, rodným jménem Neneh Marianne Karlsson), je švédská zpěvačka, skladatelka, rapperka a příležitostně také DJ-ka a rozhlasová moderátorka. Byla dvakrát nominována na cenu Grammy a získala cenu evropské MTV. Neneh úspěšně smísila hip hop s jinými žánry, popularitu jí však také přinesly některé z jejích mainstreamových skladeb.

## Život
Cherry se narodila jako Neneh Marianne Karlsson, jejím otcem je Amahdu Jah, obchodní cestující původem ze Sierra Leone a matkou Monika Karlsson, švédská malířka a návrhářka známá jako Moki Cherry. Jejími nevlastními sourozenci jsou Titiyo Jah a Eagle-Eye Cherry. Od malička ji vychovával nevlastní otec Don Cherry a tak Neneh později převzala jeho jméno.
Dětství Neneh prožila v malém švédském městečku Hässleholm. O svém dětství Neneh říká: "Moje matka je Švédka a je umělkyně. Je to úžasná žena. Když jsem byla dítě a ona studovala design, brávala mě sebou v koši!" !
Poté, co matka Monika potkala Dona, rodina ho doprovázela při jeho cestách napříč Evropou a Severní Amerikou. Začátkem 70. let se rodina usadila v malém bytě na East 9th Street v New Yorku. Monika žije stále v New Yorku a mívá výstavy v předních galeriích jak v New Yorku, tak ve Stockholmu.
Cherry začala zpívat v post-punkové skupině Rip Rig & Panic. V roce 1983 si Neneh vzala bankovního agenta Bruce Smitha a téhož roku se jim narodila dcera Naima. Manželství však nebylo šťastné a v roce 1984 bylo u konce. V roce 1987 Neneh potkala na londýnském letišti Heathrow hudebního producenta Camerona McVey. Oba byli na cestě do Japonska, kde se měli jako modelové zúčastnit akce londýnského návrháře Raye Petriho Buffalo Posse. V roce 1990 se vzali a spolu mají dcery Tyson (1989) a Mabel (1996). Jejich vztah je i pracovní: Ray je producentem a spoluautorem jejího prvního alba "Raw Like Sushi" a společné působí v hudební skupině CirKus.
Roku 1998 přispěla zhudebněnou básní „Landscape of a Pissing Multitude“ na album Federico García Lorca: De Granada a La Luna.
Dceři Naimě se roku 2004 narodil syn Louis Clyde Flynn Love a Neneh se stala babičkou.
Rodina žila v různých koutech Evropy a nejen tam. V roce 1993 se přestěhovali do Španělska, kde zůstali do roku 1999. V roce 1995 se nakrátko přestěhovali do New Yorku, kde si v Brooklynu koupili dům. Krátce na to se však stali oběťmi ozbrojeného přepadení a tak se rodina stěhovala znovu, tentokrát do Londýna. Později se vrátili do rodného domu Neneh v Hässleholmu.
Dnes střídavě obývají své domy u Malmö,Stockholmu a Londýna.
V rozhovoru pro deník The Guardian přiznala bisexuální orientaci.

## Ocenění a jiné úspěchy
- Za skvělý výkon ve skladbě "Buffalo Stance" byla Neneh nominována v roce 1990 na cenu Grammy v kategorii objev roku. Nakonec titul zjískali Milli Vanilli, kterým však bylo ocenění odebráno poté, co se ukázalo, že skladby nezpívali oni.

- Druhou nominaci na Grammy zjískala v roce 1994 za duet s Youssou N'Dour - "7 Seconds". Singl byl celosvětově velmi úspěšný, ale cenu Grammy jí nepřinesl.

- Roku 1995 vyhrává cenu evropské MTV. Píseň "7 Seconds" je vyhlášena nejlepší skladbou roku.

## Diskografie

### Singly
| Rok  | Název                                                                       | Umístění | Umístění | Umístění   | Umístění | Umístění | Umístění | Umístění | Umístění | Album                        |
| Rok  | Název                                                                       | UK       | U.S.     | U.S. Dance | AUS      | NZ       | GER      | NL       | SWI      | Album                        |
| ---- | --------------------------------------------------------------------------- | -------- | -------- | ---------- | -------- | -------- | -------- | -------- | -------- | ---------------------------- |
| 1987 | "Slow Train To Dawn" (spolu s The The)                                      | 64       | —        | —          | —        | —        | —        | —        | —        | Infected (album)             |
| 1989 | "Buffalo Stance"                                                            | 3        | 3        | 1          | 21       | 14       | 2        | 1        | 2        | Raw Like Sushi               |
| 1989 | "Manchild"                                                                  | 5        | —        | —          | 51       | 4        | 2        | —        | 4        | Raw Like Sushi               |
| 1989 | "Kisses on the Wind"                                                        | 20       | 8        | 19         | 52       | 8        | 23       | —        | 9        | Raw Like Sushi               |
| 1989 | "Heart]"                                                                    | —        | 73       | —          | 91       | —        | —        | —        | —        | Raw Like Sushi               |
| 1989 | "Inner City Mama"                                                           | 31       | —        | —          | —        | 15       | —        | —        | 17       | Raw Like Sushi               |
| 1990 | "I've Got You Under My Skin"                                                | 25       | —        | —          | 61       | 32       | 23       | —        | 25       | Single Only                  |
| 1992 | "Money Love"                                                                | 23       | —        | —          | 85       | 31       | —        | —        | —        | Homebrew                     |
| 1993 | "Buddy X"                                                                   | 35       | 43       | 4          | —        | —        | —        | 23       | —        | Homebrew                     |
| 1994 | "7 Seconds" (spolu s Youssou N'Dour)                                        | 3        | 98       | —          | 3        | 7        | 3        | 2        | 1        | Man                          |
| 1995 | "Love Can Build a Bridge" (spolu s Cher, Chrissie Hynde a Erikem Claptonem) | 1        | —        | —          | —        | —        | 62       | 41       | 21       | Single Only                  |
| 1996 | "Woman"                                                                     | 9        | —        | —          | 17       | 35       | 52       | 22       | 12       | Man                          |
| 1996 | "Kootchi"                                                                   | 38       | —        | —          | —        | —        | —        | —        | —        | Man                          |
| 1997 | "Feel It"                                                                   | 68       | —        | —          | —        | —        | —        | —        | —        | Man                          |
| 1999 | "Buddy X '99" (spolu s Dreem Teem)                                          | 15       | —        | —          | —        | —        | —        | —        | —        | Single Only                  |
| 2000 | "Long Way" Around (spolu s Eagle-Eye Cherry)                                | 48       | —        | —          | —        | —        | —        | 81       | 45       | Living In the Present Future |
| 2003 | "Braided Hair" (1 Giant Leap uvádí Neneh Cherry & Speech)                   | 78       | —        | —          | —        | —        | —        | 96       | —        | 1 Giant leap                 |
| 2006 | "Kids With Guns" (spolu s Gorillaz)                                         | 27       | —        | —          | 31       | —        | 97       | —        | —        | Demon Days                   |

### Alba
| Rok  | Název                             | UK | U.S. | AUS | GER | SWE |
| ---- | --------------------------------- | -- | ---- | --- | --- | --- |
| 1989 | Raw Like Sushi                    | 2  | 40   | 30  | 10  | 3   |
| 1992 | Homebrew                          | 27 | —    | 49  | —   | 29  |
| 1996 | Man                               | 16 | —    | 10  | 20  | 22  |
| 2006 | Laylow (spolu s kapelou CirKus)   | ?  | ?    | ?   | ?   | ?   |
| 2008 | Medicine (spolu s kapelou CirKus) | ?  | ?    | ?   | ?   | ?   |
| 2009 | Reborn (TBC)                      | —  | —    | —   | —   | —   |